# Marie Skálová
Marie Skálová (5. prosince 1924, Lešetice – 28. října 1996, Hluboká nad Vltavou) byla česká spisovatelka a signatářka Charty 77.

## Biografie
Narodila se v Lešeticích u Příbrami. Jejími rodiči byli František Kopáček a Emilie Kopáčková, rozená Novotná. Měla dva starší bratry, kteří zemřeli krátce po narození. V roce 1928 se s rodiči přestěhovala do Mezipotočí u Českého Krumlova. Zde její otec pracoval na železnici jako traťmistr a byl mu přidělen drážní domek v Mezipotočí. Do české malotřídní školy chodila v Kájově (1931–1936), české reálné gymnázium, umístěné tehdy v budově základní školy T. G. Masaryka, navštěvovala v Českém Krumlově (1936–1938). V roce 1938 se rodina přestěhovala z pohraničí do Bělčic u Strakonic, kde Marie pokračovala ve studiu na gymnáziu. V roce 1944 pracovala v rámci akce totálního pracovního nasazení ročníku 1924 u firmy Junkers v Kasselu.
Po válce bydlela s rodiči v rodinném domku v Novosedlech u Kájova. Dne 24. listopadu 1945 se provdala za Jana Schaffelhofera, se kterým se seznámila v Kasselu. Po narození dcer Jany a Olgy byl manželům přidělen podnikový byt v Českém Krumlově, kam se v roce 1950 rodina přestěhovala. Jméno Schaffelhofer bylo na žádost manželů v roce 1952 změněno na Skála. František Kopáček zemřel v roce 1950 v Českém Krumlově, Emilie Kopáčková se po smrti manžela vrátila do drážního domku v Mezipotočí, kde žila do roku 1984.
Marie Skálová složila v roce 1954 na Pedagogickém gymnáziu v Prachaticích dílčí zkoušky pro aprobaci učitelka mateřské školy a v roce 1955 maturitu z pedagogiky. Vzdělání učitelky pro základní školu si doplnila na Jírovcově gymnáziu v Českých Budějovicích. Jako učitelka působila na mnoha školách na Krumlovsku (Vyšný, Domoradice, Větřní, Veleslavice u Slavkova, Český Krumlov aj.). Na některých malotřídních školách byla zároveň učitelkou, ředitelkou i školnicí. V roce 1960 se s rodinou přestěhovala do rodinného domku v Rudolfově, roku 1962 učila v Jivně, pak na základní škole v Rudolfově. Pro nesouhlas se vstupem vojsk Varšavské smlouvy do Československa v roce 1968 byla ze školství ke 30. listopadu 1970 propuštěna.
V letech 1972-1977 pracovala jako průvodčí a osobní pokladní u Československých státních drah (ČSD). Po podpisu Charty 77 byla vychovatelkou v internátní škole pro neslyšící v Českých Budějovicích. V roce 1980 odešla do starobního důchodu. V roce 1991 bylo vydáno Školským úřadem v Českých Budějovicích osvědčení, že ukončení pracovního poměru v roce 1970 bylo neplatné. V dalších letech pak složila potřebné zkoušky a pracovala jako průvodkyně pro německy mluvící turisty. V letech 1990 až 1991, na žádost Občanského fóra v Rudolfově, vyučovala po večerech v prostorách základní školy v Rudolfově němčinu. Po smrti manžela se v roce 1991 přestěhovala k dceři do Hluboké nad Vltavou. Zemřela 28. října 1996.
V roce 1996 vydalo malé regionální nakladatelství, pojmenované podle jihočeské vesničky Jelmo, její knihu Vina nevinných. Práce vyšla jako pátý svazek edice Drobnosti českého jihu. V tomto díle se autorka vrací ke svému dětství a dospívání, které prožila v Sudetech, na nasazení v Reichu, na sousedy, zmizelé při odsunu. Kniha je pokládána za příspěvek k pochopení složité doby a k podpoře porozumění mezi národy. Byla přeložena také do němčiny, překlad vypracovali Elisabeth Kunze a Reiner Kunze.
Druhé vydání, rozšířené o životopis Marie Skálové a obrazovou přílohu z rodinného archívu její dcery Jany Markové, vyšlo v roce 2023 v jihočeském nakladatelství Bohumír Němec–Veduta. Křest knihy proběhl na setkání se čtenáři v Městské knihovně v Českém Krumlově 9. října 2023. Další besedy se uskutečnily koncem listopadu v knihovnách v Kájově a Hluboké nad Vltavou. Příprava druhého vydání byla popsána v článku Antonína Pelíška a nové vydání knihy bylo recenzováno v českém i mezinárodním tisku.

## Galerie

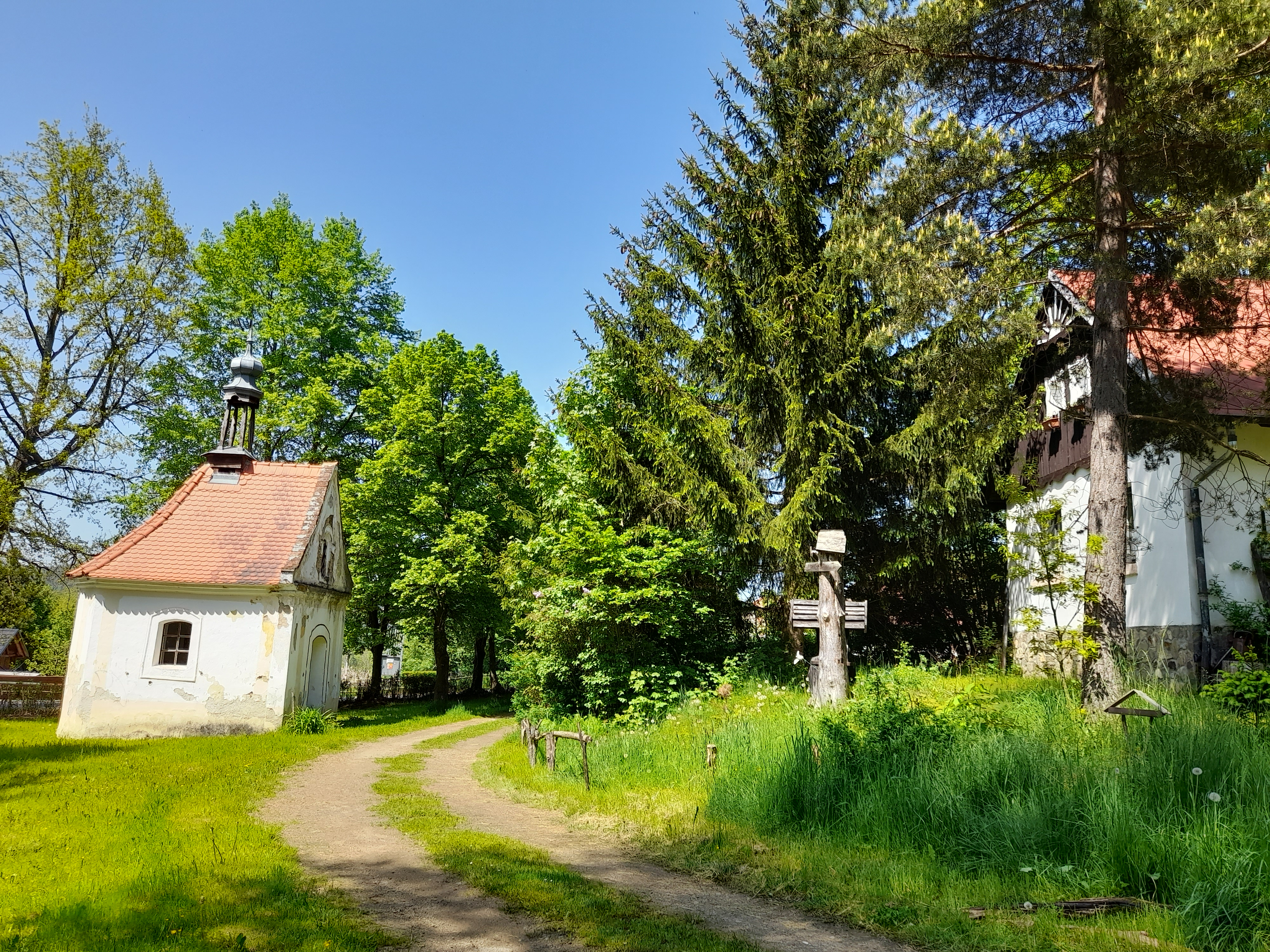
Kaple a dům č.p. 4 v Mezipotočí
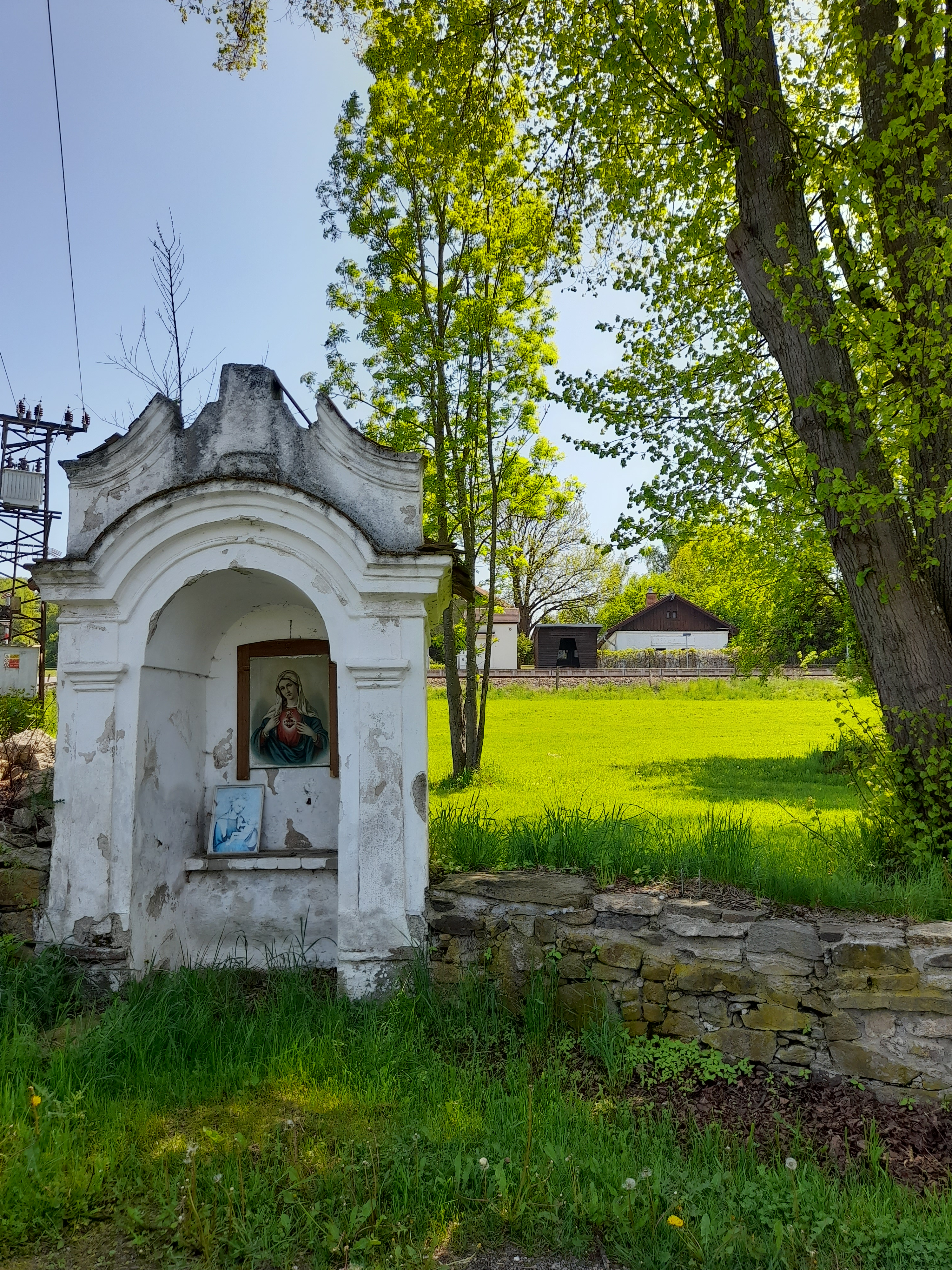
Barokní kaplička, v pozadí zastávka v Mezipotočí
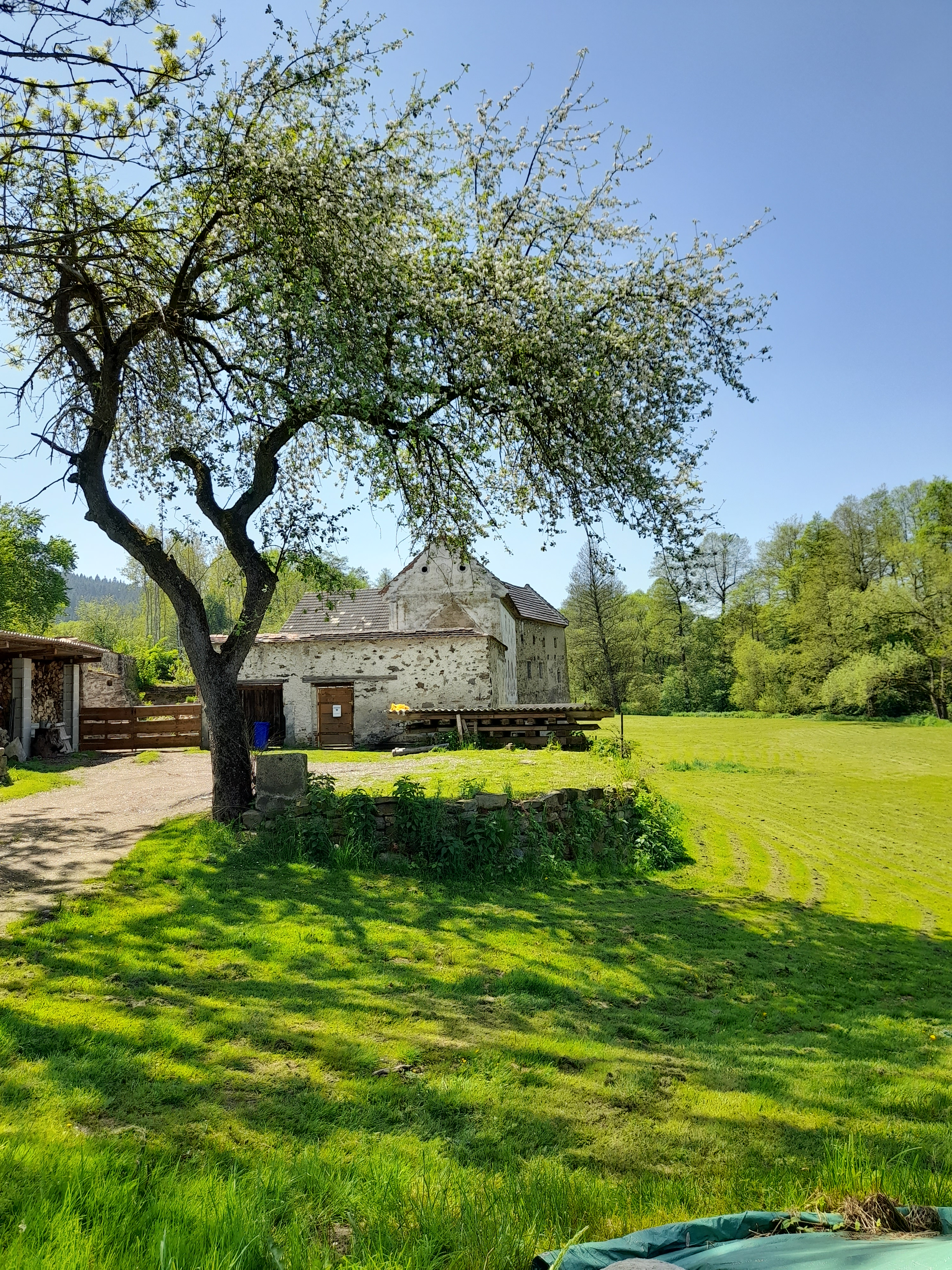
Mlýn pod železniční zastávkou
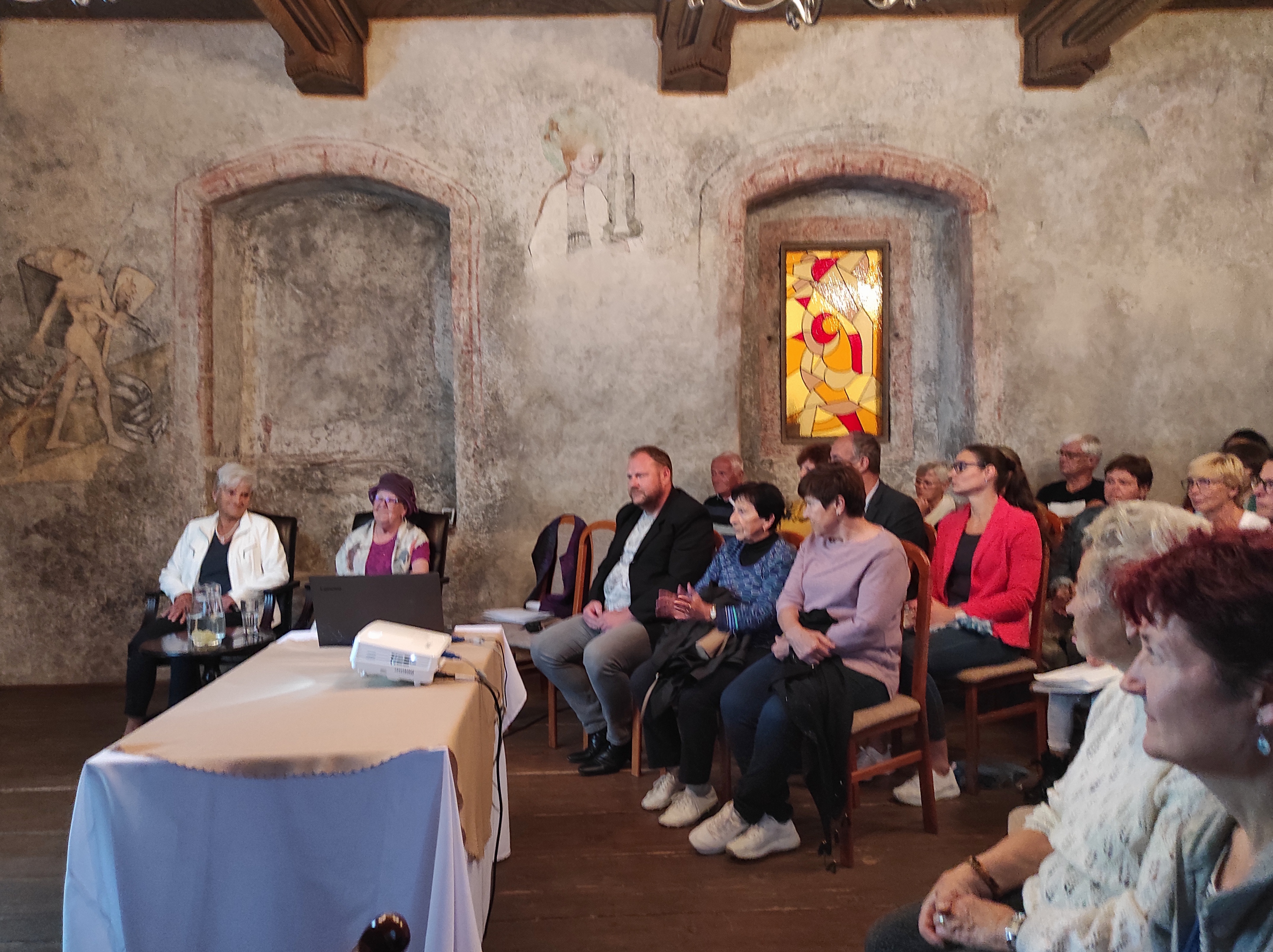
Křest knihy Vina nevinných v Českém Krumlově
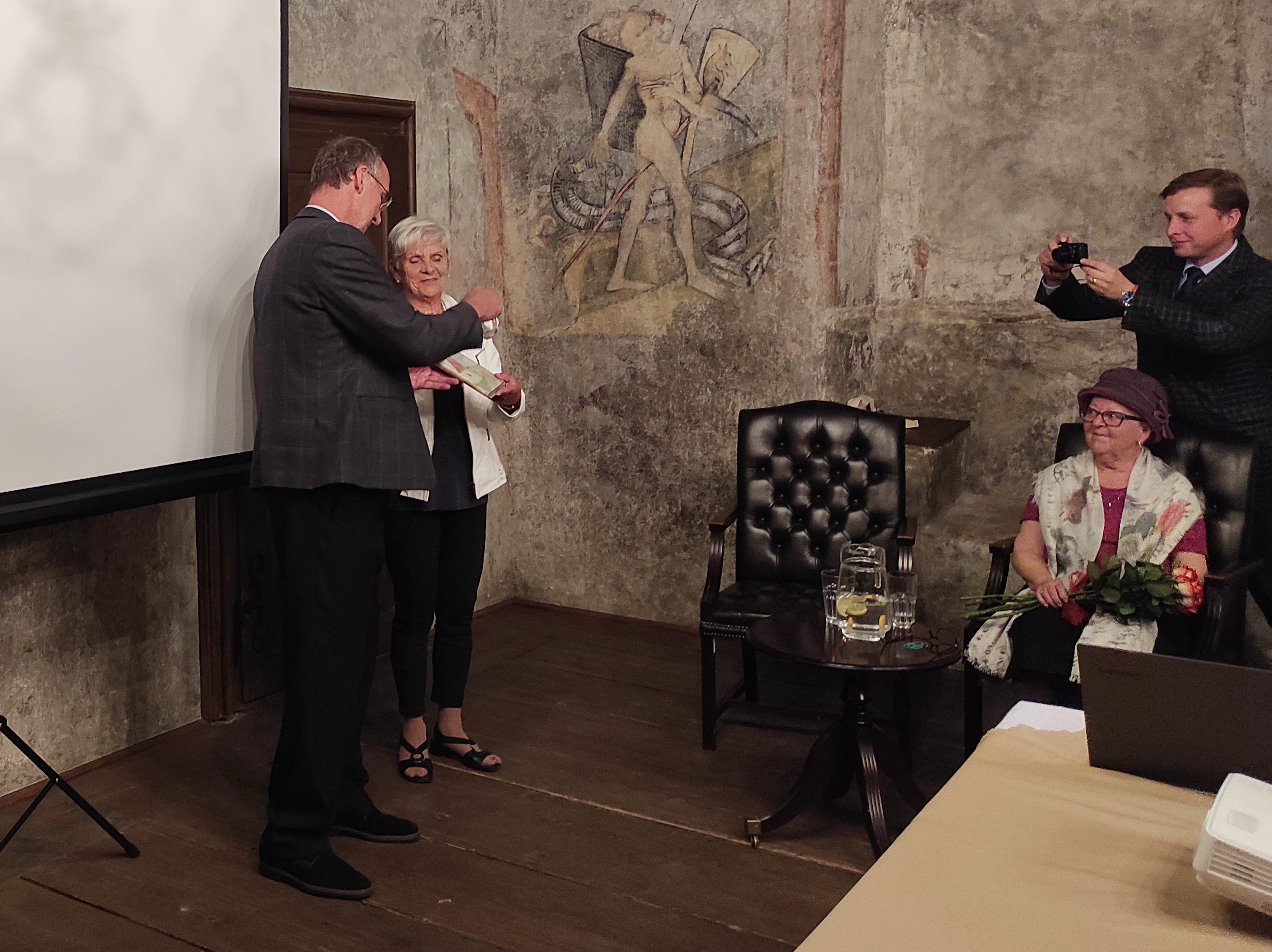
Křest knihy Vina nevinných v Českém Krumlově
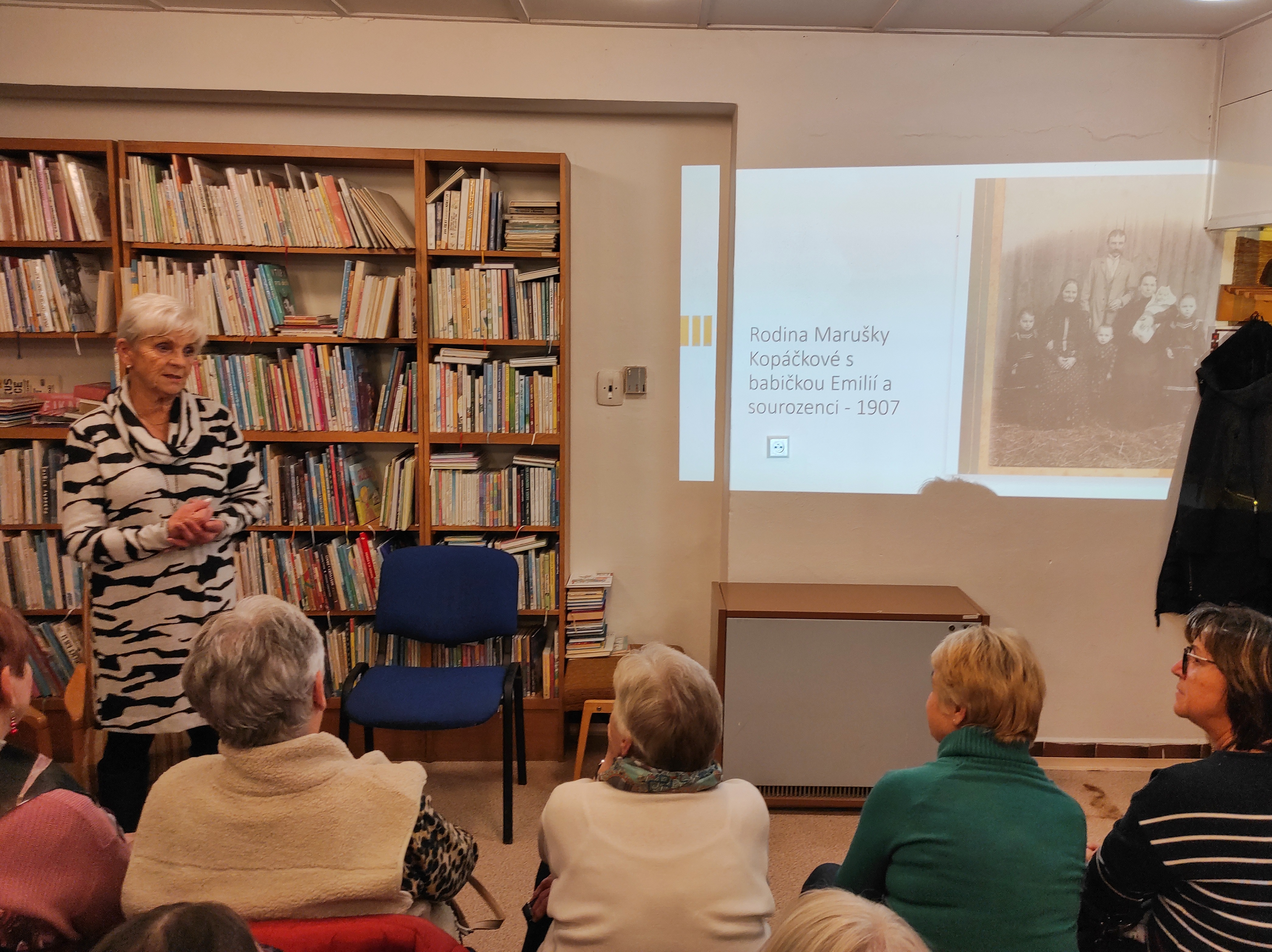
Beseda o knize Vina nevinných v Hluboké nad Vltavou
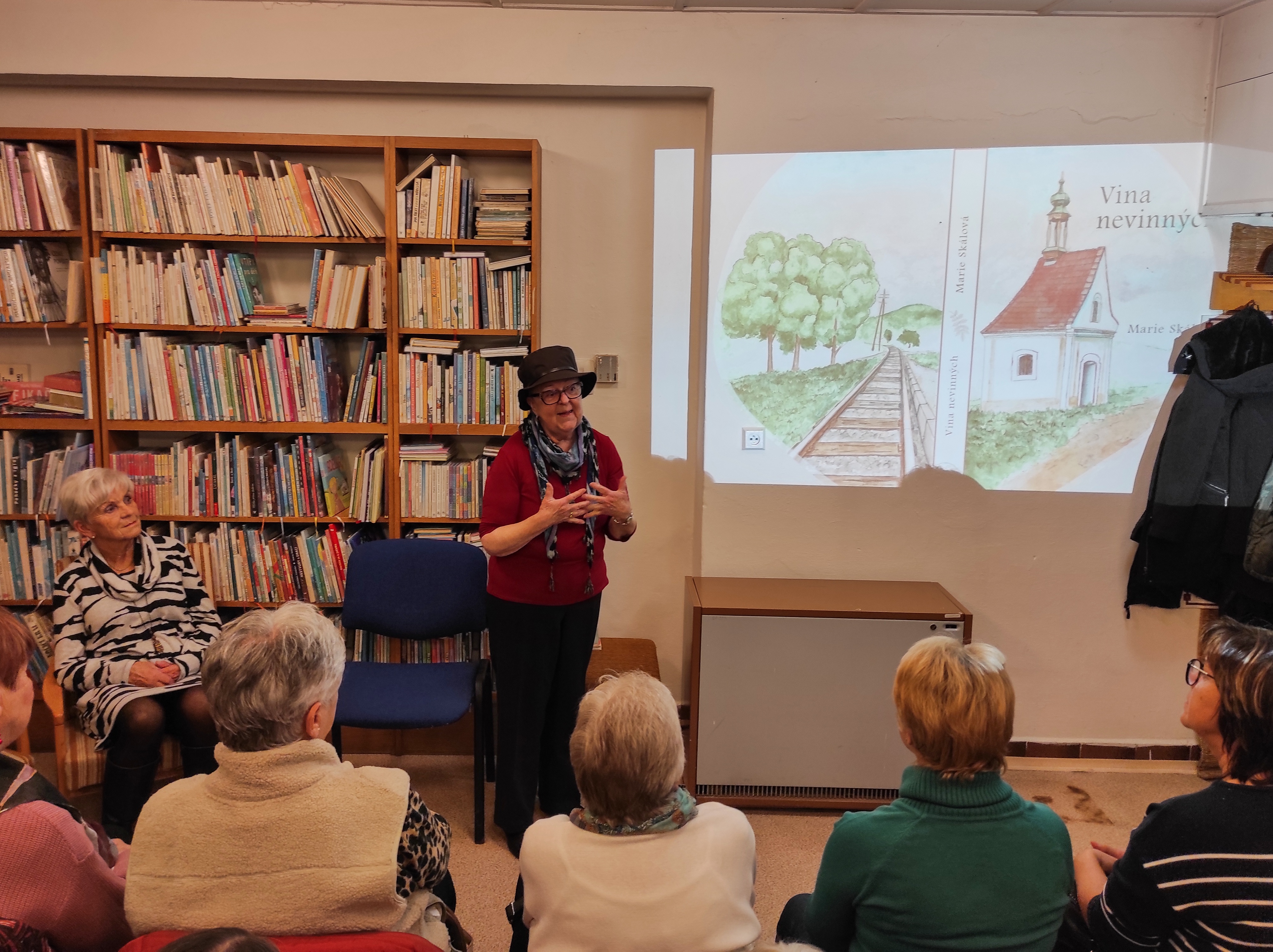
Beseda o knize v Hluboké nad Vltavou